# Playa La Balconada
La Balconada es una de las principales playas del departamento de Rocha (Uruguay) y se encuentra ubicada en La Paloma, siendo muy famosa por los atardeceres que se pueden apreciar desde sus costas.

## Características
Es una de las playas más concurridas de todo el departamento, generalmente por grupos de jóvenes, aunque las familias también asisten en gran número. Una de las principales atracciones con las que cuenta esta playa es que el sol se oculta en el horizonte pudiéndose visualizar el atardecer en una atractiva gama de colores.  Turistas y locatarios llegan sobre la tarde para poder disfrutar de la vista que ofrece el paisaje. 
La temporada de mayor afluencia de visitantes va desde diciembre a marzo. 
En esta playa se puede aprovechar el sol, así como tomar baños en aguas oceánicas, con la posibilidad de frecuentar los paradores que se encuentran muy cerca del agua. 
La balconada es también punto de encuentro para surfistas que eligen esta playa para practicar este deporte.

Tipo de ola: Izquierda/Derecha
Tamaño: hasta 2 metros
Fondo: Arena
Crowd: Alto
Dificultad: Media/Alta
CONDICIONES ÓPTIMAS
Viento: S - SO - O - ONO
Swell: E - ESE

Desde julio a octubre es la temporada de avistamiento de las ballenas francas, que desde las playas La Balconada y Anaconda se pueden observar con facilidad por el público asistente.